# Флеккефьорд
Флеккефьорд (норв. Flekkefjord) — коммуна в губернии Вест-Агдер в Норвегии. Административный центр коммуны — город Флеккефьорд. Официальный язык коммуны — букмол. Население коммуны на 2009 год составляло 8910 чел. Площадь коммуны Флеккефьорд — 543,44 км², код-идентификатор — 1004. На территории коммуны частично расположен геопарк Magma Geopark.

## История населения коммуны
Население коммуны за последние 60 лет.

## Интересные факты
О городе Флеккефьорд поётся в одноимённой песне российской рок-группы "Високосный год".